# No-aferrament

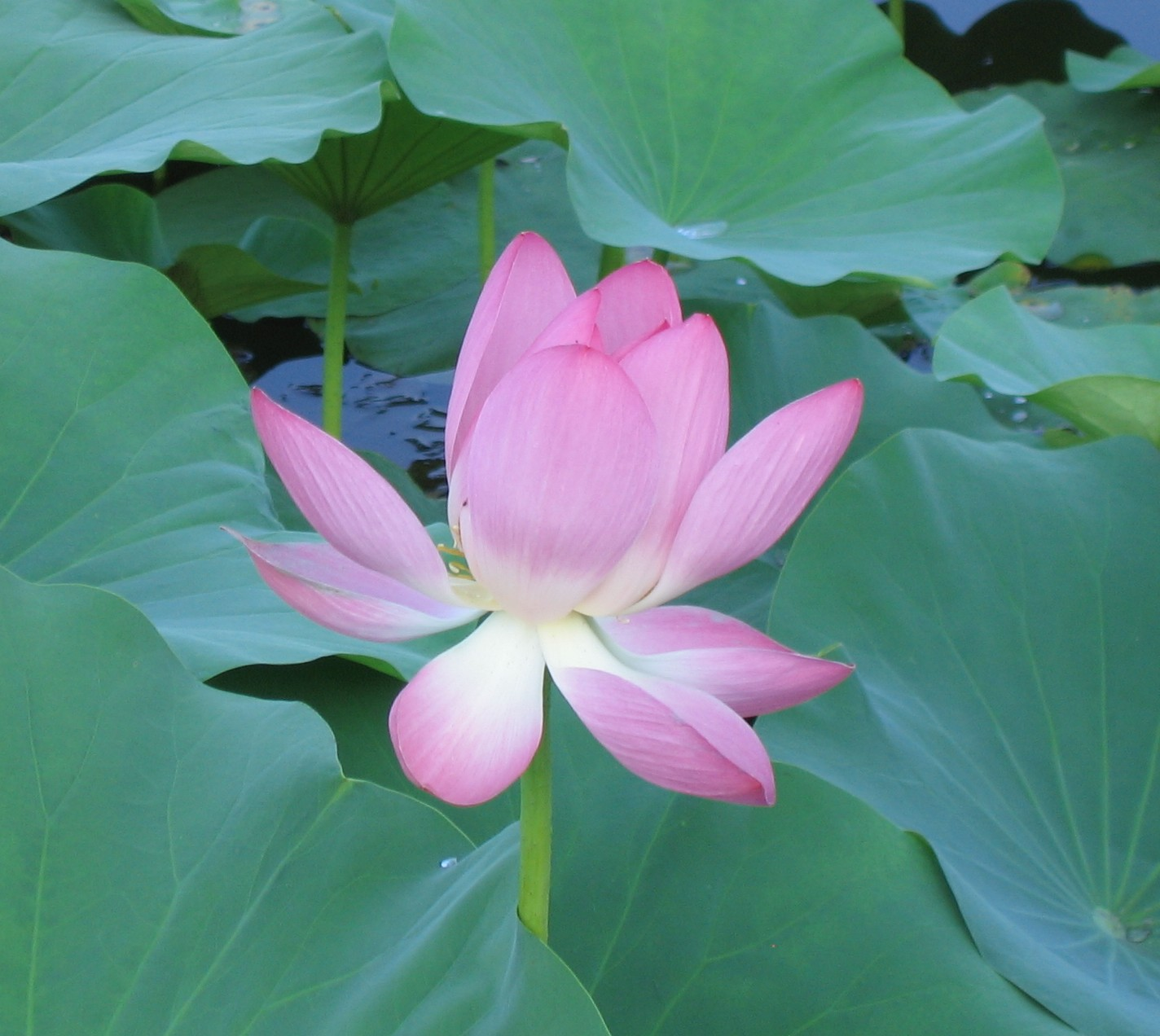
El lotus simbolitza el no-aferrament en moltes tradicions espirituals gràcies a la seva propietat d'elevar-se damunt de les aigües fangoses i produir una flor de gran bellesa i puresa.

No-aferrament és un concepte de diverses cultures espirituals que es referix a un estat en el qual l'individu no es troba afectat per les situacions que l'envolten.

## Ideal
El no-aferrament és un ideal de gran valor en les religions o tradicions espirituals jainista, bahai, budista, cristiana, taoista, de l'islam, jueva i hinduista, a part d'altres moviments espirituals i filosofies.
Aquest concepte s'ha intentat traduir d'una cultura a l'altra de formes més o menys afortunades segons l'idioma, però és difícil trobar una paraula que pugui arribar a expressar tots els matisos de l'ideal de les diverses tradicions espirituals.
La paraula «renunciació», utilitzada sovint en contextos cristians, no inclou la idea de «ni tan sols desitjar». Una persona que ha renunciat pot encara sentir un grau més o menys gran de nostàlgia envers allò que ha renunciat, la qual cosa constituiria una continuació de l'aferrament.
L'aferrament, upādāna en els texts budistes i hinduistes, és el concepte oposat al no-aferrament i el principal obstacle per a una vida calma i serena. Moltes tradicions espirituals identifiquen l'aferrament amb les preocupacions i nerviosisme que produeixen els desitjos i les ambicions personals.

## Exemples

### Budisme
En referència a l'ideal de no-aferrament, els texts budistes en pali mencionen el concepte de nekkhamma. Aquesta paraula significa «deixar anar el món i viure una vida espiritual» o «tallar els lligams del que ens aferra al món material i cercar d'estar preparat per al destí final i inexorable del nostre cos».
El sentit de «deixar anar» en el budisme implica una manca de desig (trxna) envers el que d'altres consideren «plaers». En el budisme mahayana els escrits de Milarepa emfatitzen la naturalesa temporal del nostre cos i la necessitat del no-aferrament.
El no-aferrament forma un concepte central en la filosofia budista del zen. Un dels significats més importants del no-aferrament en els textos xinesos és wu nian (無念), que vol dir literalment «no-pensar.» Això no significa que el pensament sigui negatiu, sinó que a vegades, l'abundància de pensaments innecessaris tenen un efecte negatiu. L'ideal és arribar a l'estat d'estar «no tacat» (bu ran 不然) pels pensaments. En conseqüència, el no-aferrament consisteix a estar separat dels pensaments amb l'objectiu que aquests no ens puguin distreure mentalment ni tampoc puguin perjudicar-nos emocionalment.

### Cristianisme
Jesucrist va explicar en diverses ocasions com l'aferrament aboca a la preocupació i a la desgràcia:
| «                             | No aplegueu riqueses sobre la terra, on l'arna i el rovell les destrueixen, i on els lladres entren i les roben. Més aviat aplegueu riqueses al cel, que ni l'arna ni el rovell no les destrueixen, i els lladres no entren ni les roben. Perquè on tinguis la riquesa, hi tindràs també el cor. | » |
| — Nou Testament, Mat. 6:19-21 | |   |

| «                             | Ningú no pot servir dos amos; perquè, o bé avorrirà l'un i estimarà l'altre, o es decantarà per l'un i menysprearà l'altre. No es pot servir a Déu i als diners al mateix temps. Per això us dic: No sigueu contínuament plens de neguit per les coses materials, pensant què menjareu o què beureu; ni pel vostre cos, pensant amb què us vestireu. No val més la vida que l'aliment, i el cos més que el vestit? Mireu els ocells del cel: No sembren ni seguen, ni recullen en graners, i el vostre Pare celestial els alimenta. No valeu més vosaltres que no pas ells? | » |
| — Nou Testament, Mat. 6:24-26 | |   |

### Hinduisme
La visió del no-aferrament en les tradicions vèdiques i puràniques del subcontinent indi es basa en la comprensió de la naturalesa de l'existència. L'estat primordial de no-aferrament consisteix a trobar-se en harmonia amb el moment i el lloc que hom viu.
D'una manera pràctica això vol dir que mentre un individu fa les accions responsables que calen en cada moment, no s'ha de preocupar del passat ni del futur. És important adonar-se o ésser conscient de la posició personal de manera constant i, així, obrar sense interessos (o desitjos) futurs o passats.
| «                    | Aquell que fa allò que cal fer a cada moment sense interessos personals, deixant anar qualsevol possible benefici a la voluntat del Déu suprem, no es troba lligat a les temptacions del pecat, essent com el lotus, al qui l'aigua no el toca". | » |
| — Bhagavad Gita 5.10 | |   |

### Jainisme
Unit a la no-violència, el no-aferrament és un dels ideals suprems del jainisme. S'expressa com a rebuig de l'aferrament als béns terrestres (aparigraha).
Forma part dels cinc mahavratas, els cinc grans vots dels monjos jainistes.

### Taoisme
El taoisme expressa el concepte del no-aferrament en aquests termes:
| «                                       | Fama o ego: Que té més importància? Ego o riquesa: Quin és més preciós? Benefici o pèrdua: Quin fa més mal? Aquell que s'aferra a les coses patirà molt. Aquell que estalvia, acumulant riqueses, acabarà perdent molt. Un home satisfet rarament experimenta la decepció. Aquell que sap quan aturar-se no es trobarà mai en conflicte. Sempre es trobarà en una posició de seguretat. | » |
| — Daodejing (cap. 44); atribuït a Laozi | |   |